# Siegfried Lemke
Siegfried Lemke (* 16. Oktober 1939 in Schwalgendorf, Ostpreußen, heute Siemiany Distrikt Iława, Polen) ist ein ehemaliger deutscher Tischtennisspieler. Er bestritt 104 Länderspiele für die frühere DDR.

## Werdegang
Siegfried Lemke spielt seit 1953 Tischtennis. Er begann seine Karriere in Bad Doberan und schloss sich 1959 dem SC Leipzig an. 1969 wechselte er zu Stahl Finow. Er war 33-mal DDR-Meister und nahm an den Weltmeisterschaften 1961, 1963, 1965 und 1967 in der Mannschaft der DDR teil. Dabei erreichte er 1967 im Doppel mit Wolfgang Vater das Viertelfinale, wo die Japaner Nobuhiko Hasegawa/Mitsuru Kōno zu stark waren. Dreimal wurde er für Europameisterschaften nominiert, nämlich 1960, 1966 und 1968. Bei der EM 1964 durfte er nicht antreten, da er vom DDR-Verband DTTV wegen grober Disziplinlosigkeit gesperrt wurde.
Als Folge des Leistungssportbeschlusses 1969, als Tischtennis als nicht förderungswürdig eingestuft wurde, endete Lemkes internationale Karriere. Bis dahin hatte er 104 Länderspiele absolviert.
1990 wechselte Lemke von Stahl Finow zur Würzburger Kickers. 2005 wurde er bei der Europameisterschaft der Senioren Ü65 Dritter sowohl im Einzel als auch im Doppel mit Dieter Lauk. 2011 wurde er Europameister im Doppel mit Dieter Lippelt in der Altersklasse Ü70, ein Jahr später wurde dieses Doppel Weltmeister. 2016 gewann Lemke den WM-Titel in der Altersklasse Ü75 mit Uwe Wienprecht. 2017 holte er bei der Europameisterschaft im schwedischen Helsingborg zweimal Gold in der Altersklasse Ü75, nämlich im Einzel und im Doppel erneut mit Uwe Wienprecht.
2022 wurde er Europameister im Einzel und im Doppel mit Dimitrije Bilic (Berlin). 
2023 gewann er in Maskat WM-Gold in der Altersklasse Ü80 im Doppel mit Wolfgang Schmidt und WM-Silber im Einzel.
Er spielt heute (2024) beim TTC Finow-GEWO Eberswalde.

## Privat
1963 heiratete er die damalige DDR-Tischtennis-Nationalspielerin Ingrid Hollmann, mit der er mehrere nationale Titel im Mixed holte. Das Ehepaar hat zwei Kinder. Eine Tochter betrieb auch Tischtennis-Leistungssport und wurde ab 1984 mehrmals mit BSG Lokomotive Prenzlau DDR-Mannschaftsmeister.

## Erfolge
- DDR-Einzelmeisterschaften – 4-mal Einzel, 7-mal Doppel, 8-mal Mixed
  - 1959/60: Platz 2 im Doppel (mit Dieter Lauk), Platz 2 im Mixed (mit Ingrid Hollmann)
  - 1960/61: Sieger im Mixed (mit Ingrid Hollmann)
  - 1961/62: Sieger im Einzel, Sieger im Doppel (mit Dieter Lauk), Platz 2 im Mixed (mit Ingrid Hollmann)
  - 1962/63: Sieger im Einzel, Sieger im Doppel (mit Lothar Pleuse), Sieger im Mixed (mit Ingrid Hollmann)
  - 1963/64: Sieger im Mixed (mit Ingrid Lemke)
  - 1964/65: Platz 2 im Einzel, Sieger im Mixed (mit Ingrid Lemke)
  - 1965/66: Sieger im Einzel, Platz 2 im Doppel (mit Bernd Pornack), Sieger im Mixed (mit Erika Richter)
  - 1966/67: Platz 2 im Doppel (mit Dieter Lauk), Sieger im Mixed (mit Erika Richter)
  - 1967/68: Sieger im Doppel (mit Wolfgang Vater), Sieger im Mixed (mit Gabriele Geißler)
  - 1969/70: Platz 2 im Einzel, Sieger im Doppel (mit Wolfgang Vater), Platz 2 Sieger im Mixed (mit Ingrid Lemke)
  - 1970/71: Sieger im Einzel, Sieger im Doppel (mit Wolfgang Vater)
  - 1971/72: Sieger im Doppel (mit Wolfgang Vater)
  - 1975/76: Sieger im Doppel (mit Hans-Jürgen Ries)
  - 1976/77: Platz 2 im Doppel (mit Hans-Jürgen Ries)
  - 1982/83: Platz 2 im Einzel, Platz 2 im Mixed (mit Angela Fraunheim)
  - 1983/84: Platz 2 im Mixed (mit Angela Fraunheim)
  - 1985/86: Platz 2 im Einzel
  - 1987/88: Platz 2 im Mixed (mit Angela Fraunheim)
- DDR-Mannschaftsmeisterschaften – 14 Siege
  - 1959/60   SC Lokomotive Leipzig
  - 1960/61   Lokomotive Leipzig
  - 1961/62   Lokomotive Leipzig
  - 1962/63   SC Leipzig
  - 1963/64   SC Leipzig
  - 1964/65   SC Leipzig
  - 1965/66   BSG Lokomotive Leipzig-Mitte
  - 1966/67   BSG Lokomotive Leipzig-Mitte
  - 1975/76   BSG Stahl Finow
  - 1982/83   BSG Stahl Finow
  - 1983/84   BSG Stahl Finow
  - 1986/87   BSG Stahl Finow
  - 1987/88   BSG Stahl Finow
  - 1988/89   BSG Stahl Finow

## Turnierergebnisse
| Verband | Veranstaltung       | Jahr | Ort       | Land | Einzel     | Doppel        | Mixed         | Team |
| ------- | ------------------- | ---- | --------- | ---- | ---------- | ------------- | ------------- | ---- |
| GDR     | Europameisterschaft | 1968 | Lyon      | FRA  |            |               | Viertelfinale |      |
| GDR     | Weltmeisterschaft   | 1967 | Stockholm | SWE  | letzte 16  | Viertelfinale | letzte 32     | 11   |
| GDR     | Weltmeisterschaft   | 1965 | Ljubljana | YUG  | letzte 64  | letzte 32     | Qual          | 15   |
| GDR     | Weltmeisterschaft   | 1963 | Prag      | TCH  | letzte 32  | letzte 32     | letzte 128    | 9    |
| GDR     | Weltmeisterschaft   | 1961 | Peking    | CHN  | letzte 256 | letzte 32     | letzte 128    | 4    |
| GER     | Weltmeisterschaft   | 1953 | Bukarest  | ROU  | letzte 128 | keine Teiln.  | keine Teiln.  |      |